# Храм Кришны-Баларамы (Вриндаван)
Шри Кри́шна-Балара́м манди́р — храм Международного общества сознания Кришны в святом месте паломничества вайшнавизма Вриндаване.

## История
Храм был сооружён в 1975 году по инициативе основателя ИСККОН Бхактиведанты Свами Прабхупады. На сегодняшний день является одним из самых популярных храмов во Вриндаване и одной из основных достопримечательностей в этом городе.
В 1990—1995 годах президентом храма был Кадамба Канана Свами.

## Описание

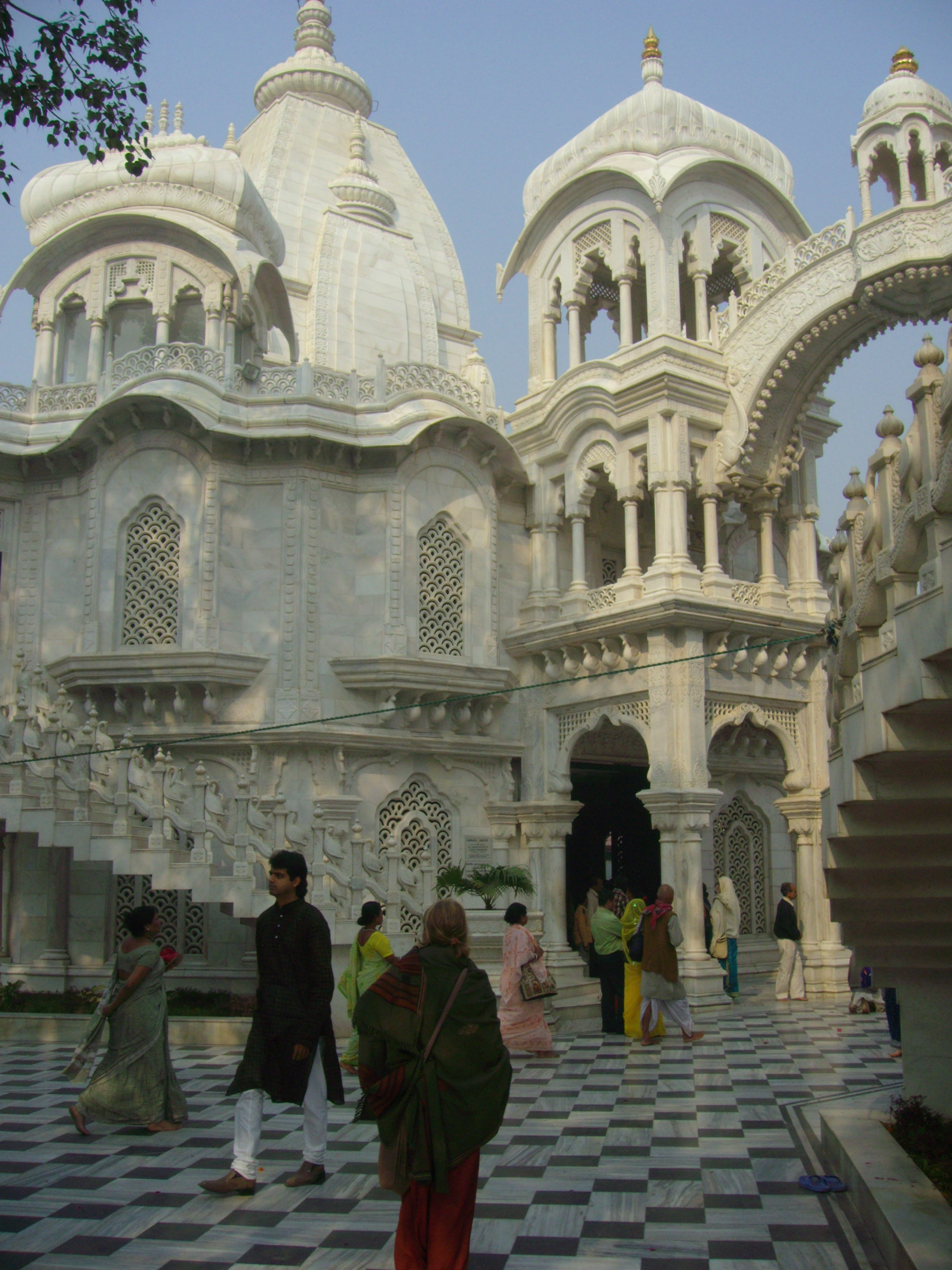
Самадхи (мавзолей) Бхактиведанты Свами Прабхупады.

Главными божествами храма являются Шри Шри Кришна-Баларама, которые находятся на центральном алтаре. На правом алтаре, расположены Шри Шри Радха-Шьямасундара с гопи Лалитой и Вишакхой. На левом алтаре стоит мурти Чайтаньи с Нитьянандой, а рядом мурти Бхактиведанты Свами Прабхупады и его духовного учителя Бхактисиддханты Сарасвати. Рядом с храмом расположено самадхи (мавзолей) Бхактиведанты Свами Прабхупады, построенный из чистого белого мрамора.

## Расписание богослужений
День начинается с 4-х часов утра с принятия омовения и посещения церемонии мангала-арати. В храме круглосуточно проходит киртан Харе Кришна мантры.
Расписание храма:
- Мангала-арати — 04:30
- Даршан — 07:15—11.00
- Радж бхога-арати — 12:00—12:30
- Вечернее арати: зимой — 16:00—20:30, летом — 16:30—20:45